# Sein Todfeind
Sein Todfeind ist ein deutscher Stummfilm von Harry Piel aus dem Jahre 1918.

## Handlung
Während einer Expedition geraten ein Deutscher und ein US-Amerikaner bei Kriegseintritt der USA aneinander und entwickeln sich dadurch zu Feinden. Auf der Heimreise des Deutschen mit dem Schiff geht selbiges unter, und der Deutsche gerät in schwere Seenot. Ein Schwarzer rettet ihn vor dem Ertrinken und damit auch die wichtigen Dokumente, die der Deutsche bei sich trägt. Doch dann stellt sich heraus, dass hinter dieser Maske des Schwarzen sein einstiger amerikanischer Mitstreiter steckt. Allerdings entpuppt sich dieser mutmaßliche US-Amerikaner als Deutscher, der dabei hilft, seinen gestrandeten Landsmann wieder heil nach Hause zu bringen.

## Produktionsnotizen
Sein Todfeind entstand in der zweiten Jahreshälfte 1917, einige Monate nach dem Eintritt der USA in den Ersten Weltkrieg, und zeigt deutlich patriotische und USA-kritische Züge. 
Der fünfaktige Film mit dem Untertitel Detektivabenteuer in den Dschungeln passierte die Zensur im Februar 1918 und wurde im Juli desselben Jahres uraufgeführt. 
Der Film gehört zu denjenigen Arbeiten, in denen Piel noch nicht selbst vor der Kamera stand, sondern ausschließlich Regie führte. Sein Todfeind belegt jedoch, wie frühzeitig Piel das Actionfilm- und Abenteuergenre bediente, für das er ab 1919 auch als Schauspieler berühmt und populär werden sollte.
Der spätere Stummfilmstar Marga Lindt trat hier noch unter ihrem eigentlichen Namen Margot Lindt auf. Sein Todfeind war vermutlich ihr Leinwanddebüt.